# Ждребићи у Фантазији
Ждребићи у Фантазији (енгл. Filly Funtasia) је компјутерски анимирана фантастична телевизијска серија коју су створили Џејкоб и Хенрик Андерсен. Серија прати понија Роуз и њене пријатеље док похађају магичну академију у краљевском краљевству Фунтазије. Заснован је на франшизи играчака Фили. Серија је премијерно приказана 11. марта 2019. године на Фризбију у Италији.

## Радња
Ждребићи у Фантазији говори о авантурама Роуз, једнорога који похађа Магичну академију у краљевству Фантазије. Њени најбољи пријатељи - Бела, Лин, Вил и Седрик, прате је док иду у изванредну школу да побољшају своје магичне вештине, било да је то мешање непредвидивих напитака или бацање чини. Роуз се такође мора бавити свакодневним животом тинејџера током учења магичног света око себе.

## Емитовање у Србији
У Србији цртана серија је синхронизована са премијерним емитовањем кренула 3. октобра 2020. године на Минимакс каналу.

## Улоге
| Улога             | Српски глас                |
| ----------------- | -------------------------- |
| Роуз              | Маријана Живановић Чубрило |
| Бела              | Драгана Милошевић Кураица  |
| Лин               | Снежана Кнежевић           |
| Вил               | Милан Тубић                |
| Седрик            | Немања Живковић            |
| Директорка Спаркл | Мина Лазаревић             |
| Вранглум          | Милан Тубић                |
| Бативигс          | Немања Живковић            |

## Епизоде
| Сезона | Сезона | Епизоде | Премијерно приказивање (ИТА) | Премијерно приказивање (ИТА) | Премијерно приказивање (СРБ) | Премијерно приказивање (СРБ) |
| Сезона | Сезона | Епизоде | Прва епизода                 | Последња епизода             | Прва епизода                 | Последња епизода             |
| ------ | ------ | ------- | ---------------------------- | ---------------------------- | ---------------------------- | ---------------------------- |
|        | 1      | 13      | 11. март 2019.               | 27. март 2019.               | 3. октобар 2020.             | 17. октобар 2020.            |